# Katarzyna Krokos
Katarzyna Krokos (ur. 12 września 1903 r,, zm. 21 grudnia 1987 r. w Goleszowie) – polska rolniczka, Sprawiedliwa wśród Narodów Świata.

## Życiorys
Przed rozpoczęciem okupacji niemieckiej Katarzyna Krokos była rolniczką, a także była zatrudniona jako służąca w Sieniawie u Żydówki Teresy Ringler. Podczas trwania II wojny światowej przeprowadziła się do Głogowca z córką Heleną, podczas gdy Ringler trafiła razem z córką Anną do getta w Sieniawie. Krokos przemycała na teren sieniawskiego getta żywność dla Ringler i jej córki Anny. W sierpniu 1942 r. zorganizowała ich ewakuację z sieniawskiego getta. Krokos i jej córka Helena pomogły wydostać się także Racheli Faust i Feli Sznejbaum (Schneebaum), po czym ulokowały czwórkę w swoim domu w Głogowcu. Faust i Sznejbaum opuściły kryjówkę po kilku tygodniach aby udać się do Krakowa. Dzięki pomocy Katarzyny Krokos, Anna Ringler wyjechała do pracy w Rzeszy w 1944 r. Do 1944 r. pod opieką Krokosów pozostała Teresa Ringler, która po zakończeniu działań wojennych wspólnie z córką wyjechała do USA, a następnie do Izraela. 
Katarzyna Krokos oraz Helena Karaś z domu Krokoś zostały uhonorowane przez Jad Waszem 20 VI 1995 r. medalem Sprawiedliwy wśród Narodów Świata.